# 1897 en sport automobile
Chronologie du Sport automobile
1896 en sport automobile - 1897 en sport automobile - 1898 en sport automobile
Les faits marquants de l'année 1897 en Sport automobile

## Par mois

### Janvier
- 29 : course ouverte aux automobiles et aux motos entre Marseille, Fréjus, Nice et La Turbie (240 km en 3 étapes). 34 partants, 31 à l'arrivée. Le comte de Chasseloup-Laubat s'impose sur une De Dion. La première moto est 5e au général.

### Juillet
- 24 juillet : course ouverte aux automobiles et aux motos entre Paris et Dieppe. Jamin s’impose sur une Léon Bollée.

### Août
- 14 août : course ouverte aux automobiles et aux motos entre Paris et Trouville. Jamin s’impose sur une Bollée.

## Naissances
- 28 juin : George E. T. Eyston, automobile britannique détenteur de plusieurs records de vitesse terrestre homologués. ( † 11 juin 1979).
- 27 septembre : Carlos Antonio Zatuszek, pilote automobile austro-argentin, ( † 8 octobre 1937).